# Чумаков, Юрий Николаевич
Ю́рий Никола́евич Чумако́в (10 июля 1922, Саратов — 6 мая 2015, Новосибирск) — советский и российский литературовед, профессор кафедры русской литературы Новосибирского государственного педагогического университета.

## Биография
Родился 10 июля 1922 году в Саратове, в начале Великой Отечественной войны был призван в Красную армию, в боях за Киев тяжело ранен и демобилизован по инвалидности.
В 1944 году, учась на третьем курсе мединститута, Чумаков был арестован по доносу и сослан в лагерь.
Освободился летом 1949 года, а в 1950 году (поскольку путь в медицину был закрыт) поступил на заочное отделение филологического факультета Саратовского университета и закончил его в 1954 году.
После окончания вуза Ю. Н. Чумаков преподавал там и в Саратовском театральном училище.
В 1966 году он (по объявлению в «Учительской газете») уехал в Пржевальск.
В Пржевальском пединституте Ю. Н. Чумаков познакомился со своей будущей женой Э. И. Худошиной, там же началась его карьера пушкиниста.
В 1969 году участвует в конференциях в Вологде и Пскове, знакомится с Ю. М. Лотманом, который потом согласился быть оппонентом на его защите. Кандидатскую диссертацию защищал в Саратове, и на защите присутствовал человек, по доносу которого Ю. Н. Чумакова посадили в 1944 году.
После защиты супруги переехали в Великий Новгород, где прожили около 10 лет, затем — в 1982 г.Новосибирск.
С 1981 года Ю. Н. Чумаков — профессор кафедры русской литературы Новосибирского педуниверситета.
В 1982 году защитил докторскую диссертацию «„Евгений Онегин“ и русский стихотворный роман XIX — начала XX века: вопросы исторической поэтики и жанра».
Автор более 100 статей о поэзии XIX—XX веков и четырёх книг о Пушкине и Тютчеве.
Вплоть до кончины Ю. Н. Чумаков возглавлял диссертационный совет НГПУ.
Умер 6 мая 2015 года в Новосибирске.

## Семья
Дочь — Наталья Чумакова, бас-гитаристка группы «Гражданская оборона» и вдова Егора Летова.